# 아인슈타인 십자가
아인슈타인 십자가(영어: Einstein Cross, Q2237+030 또는 QSO 2237+0305)는 후크라의 렌즈라고 불리는 은하인 ZW 2237+030의 중심부 바로 뒤에 위치한 중력 렌즈 효과를 받는 퀘이사다. 강한 중력 렌즈 효과로 인해 동일한 먼 퀘이사의 네 개의 상이 전경 은하의 중앙에 나타난다(중심부에 하나가 더 있으나 너무 흐려 보이지 않는다). 이 시스템은 1985년 존 후크라와 동료 연구진이 발견했는데, 당시에는 서로 다른 적색 편이를 바탕으로 은하 뒤에 퀘이사가 있다는 사실만을 검출했을 뿐 퀘이사의 네 개의 개별 상은 분해하지 못했다.
중력렌즈 효과를 받는 광원이 흔히 아인슈타인 고리 형태로 나타나지만, 렌즈 역할을 하는 은하의 길쭉한 형태와 퀘이사가 중심에서 벗어나 있어 상들이 특이한 십자가 모양을 이루게 된다.
다른 "아인슈타인 십자가"들도 발견 되었다(아래 이미지에서 그 중 하나를 볼 수 있다).

## 상세 정보
퀘이사의 적색편이는 지구로부터 약 80억 광년 거리에 위치함을 나타내며, 렌즈 역할을 하는 은하는 4억 광년 거리에 있다. 전경 은하의 겉보기 크기는 0.87 × 0.34각분이며, 중심부의 십자가의 겉보기 크기는 단 1.6 × 1.6각초에 불과하다.
아인슈타인 십자는 페가수스자리의 적경 22시 40분 30.3초, 적위 +3도 21분 31초에서 찾을 수 있다.
아마추어 천문가들도 망원경을 사용하여 십자의 일부를 관측할 수 있다. 그러나 매우 어두운 하늘과 지름 18인치(46cm) 이상의 반사경을 가진 망원경이 필요하다.
개별 상들은 A부터 D까지 표시되며(예: QSO 2237+0305 A), 렌즈 역할을 하는 은하는 때때로 QSO 2237+0305 G로 지칭된다.

## 갤러리

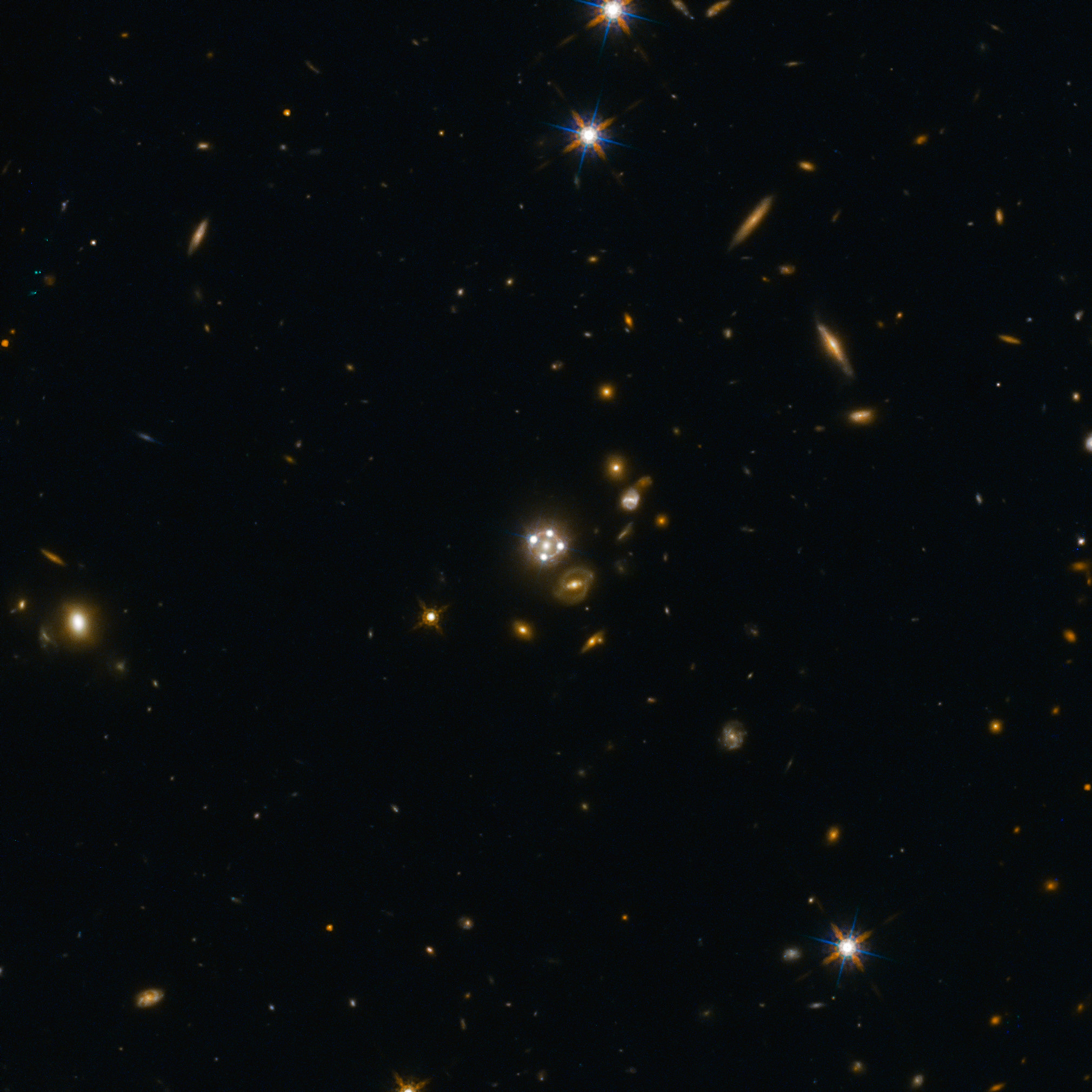
에리다누스자리에 있는 또 다른 중력렌즈 효과를 받는 퀘이사 HE0435-1223와 그 주변
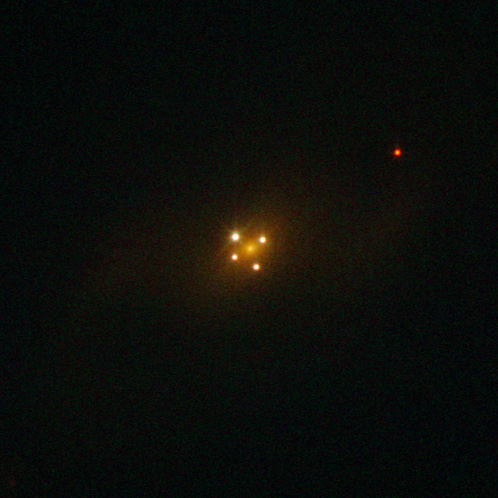
허블 우주 망원경이 포착한 아인슈타인 십자가의 모습이다.

## 같이 보기
- 아인슈타인 고리
- 퀘이사
- 이중준성